# SatanCon
«SatanCon» — мероприятие, организованное Сатанинским храмом, на котором проводятся традиционные образовательные конференции, а также общественные собрания, включая поднятие вопросов о развитии искусства и рыночных площадок, посвященных сатанизму, эгалитаризму, социальной справедливости и разделению церкви и государства.

## История
Первый SatanCon, на котором присутствовало около 300 человек, проходил с 11 по 13 февраля 2022 года в отеле Saguaro в Скоттсдейле. Место проведения было выбрано на основе инцидента, произошедшего в  2016 году, когда член Сатанинского храма попросил провести инвокацию для городского совета Скоттсдейла и получил отказ. Храм подал иск в суд, заявив о религиозной дискриминации, но проиграл дело 2 раза, подав вторую аппеляцию. Съезд был посвящен бывшему мэру Джиму Лейну и бывшему члену совета Сюзанне Клэпп. Темой съезда стали «Луперкалии в Скоттсдейле», а сессии были посвящены правам человека, социальной справедливости, а также деятельности и программам Сатанинского храма.
Вторая конвенция, приуроченная к 10-летию Храма, проходила с 28 по 30 апреля 2023 года в отеле Boston Marriott Copley Place в Бостоне. На мероприятии присутствовало около 800 человек. Место проведения было выбрано по тем же причинам, что и для первой конвенции, и было посвящено мэру Бостона Мишель Ву, на которую организация подала в суд за религиозную дискриминацию. Храм подал в суд на Ву и администрацию Бостона за то, что они отклонили просьбу организации провести одно из традиционных заклинаний городского совета, что Храм также охарактеризовал как дискриминацию. Темой мероприятия на этот раз стала тема « Шестнадцатеричное летоисчисление в Бостоне», на котором были панели, микшеры, «Сатанинская ярмарка» и музыка, а также проводились общественные и искусственные мероприятия, ориентированные на сообщество.

## Реакция
На самом первом мероприятии Храма сотни христиан протестовали против конвенции, держа распятия, кресты и плакаты, осуждающие Сатану. Во время проведения второго мероприятия Бостонская архиепархия заявила, что она отвечает на событие «усердной молитвой», поэтому в ответ на так называемый «уикенд богохульства»,  SatanCon было организовано мероприятие христианского возрождения под названием Revive Boston, включающее несколько форм поклонения и евангелизации. Съезд снова привлек протестующих, включая группу, организованную пастором Грегом Локком и группу людей из неонационалистической организации Patriot Front. Протестующие держали плакаты с антиЛГБТ, антиабортными, антибогохульными и другими посланиями. После съезда агентство Associated Press сообщило о вирусной дезинформации, распространяемой в социальных сетях в виде созданных искусственным интеллектом изображений, на которых дети изучают сатанизм на SatanCon, где на самом деле подобных мероприятий не проводилось.